# Borčany
Borčany – wieś (obec) na Słowacji, położona w kraju trenczyńskim, w powiecie Bánovce nad Bebravou. Pierwsza pisemna wzmianka o miejscowości pochodzi z roku 1113.
We wsi znajduje się rzymskokatolicki romańsko-gotycki kościół pw. św. Gawła z końca XIII wieku, przebudowany w roku 1850 oraz w XX wieku.